# Diocèse de Saluces
Le diocèse de Saluces (en latin : Dioecesis Salutiarum ; en italien : Diocesi di Saluzzo) est un diocèse de l'Église catholique en Italie, suffragant de l'archidiocèse de Turin et appartenant à la région ecclésiastique du Piémont.

## Territoire
Il est situé sur une partie de la province de Coni, le reste de la province étant dans les diocèses d'Acqui, d'Albe, Coni, Fossano, Mondovi et Turin. Son territoire de 1 815 km2 est divisé en 91 paroisses regroupées en 6 archidiaconés. L'évêché est à Saluces avec la cathédrale de l'Assomption. 

## Histoire
Le diocèse est érigé à la demande de la marquise de Saluces, Marguerite de Foix-Candale, le 29 octobre 1511 par la bulle Pro excellenti du pape Jules II, en prenant une partie du territoire du diocèse de Turin pour 55 paroisses, du diocèse d'Albe pour 10 paroisses et du diocèse d'Asti pour 4 paroisses. Le diocèse qui couvre tout le territoire du marquisat de Saluces est placé sous exemption.
Giovanni Antonio Della Rovere est nommé premier évêque du nouveau diocèse ; il ne reçoit jamais reçu de consécration épiscopale et renonce au siège après quelques mois au profit de son frère Sisto, quatre ans plus jeune que lui. Celui-ci n'est également pas consacré évêque et ne se rend jamais à son siège, continuant à résider à Rome et étant représenté par le vicaire Antonio Vacca, évêque titulaire de Nicomédie (de).
Le premier évêque qui réside à Saluces est Giuliano Tornabuoni, qui fait son entrée solennelle dans le diocèse le 16 juillet 1516 ; il organise le premier synode diocésain en août de la même année, où la vénération de saint Jafroi (it) comme patron du diocèse est confirmée et renforcée.
Le séminaire est créé le 30 octobre 1629. Dans la même période, l'évêque Marenco veut ramener à la foi catholique les Vaudois, disséminés dans les hautes vallées, avec l'aide des pères capucins. En 1633, il passe plusieurs semaines à Paesana pour tenter de les convertir. Son engagement est couronné de succès, à tel point qu'en janvier 1634, une procession solennelle célèbre la nouvelle unité religieuse.
À la fin du XVIIe siècle, Mgr Lepori se distingue par sa sévérité. En premier lieu, il veut restaurer la discipline dans les célébrations liturgiques paroissiales et réaffirme la discipline du clergé. Ses décrets contre les Juifs de 1673 sont extrêmement rigoureux et ouvertement discriminatoires : il interdit aux chrétiens de se familiariser avec eux, au point de vouloir éviter même les médecins juifs ; de plus, les Juifs doivent porter un signe distinctif sur leur habit et sont exclus des fonctions politiques.
Après 1686, date de la révocation de l'édit de Nantes, les huguenots français trouvent refuge dans les hautes vallées du diocèse et Victor-Amédée II, pour des raisons essentiellement diplomatiques, les emprisonne à Saluces.
Au XVIIIe siècle, Mgr Giuseppe Filippo Porporato reste évêque pendant 40 ans, de 1741 à 1781 ; lors de son long épiscopat, il combat la résistance gallicane des chanoines de la cathédrale ainsi que le jansénisme, et défend les jésuites.
Le 15 février 1799, tout le Piémont devient département français. Les églises et les couvents sont utilisés à des fins profanes. Le 1er juin 1803, à l'occasion de la réorganisation des diocèses piémontais voulue par Bonaparte, le diocèse de Saluces fait partie de la province ecclésiastique de l'archidiocèse de Turin et élargit son territoire en incorporant celui du diocèse supprimé de Pignerol. Ce dernier est rétabli le 17 juillet 1817 par la bulle Beati Petri du pape Pie VII et le diocèse de Saluces acquiert les frontières actuelles.
En 1849, après la mort du roi Charles Albert, les évêques subalpins, à la suite de l'usurpation des droits ecclésiastiques du gouvernement, décident de se réunir en congrès, qui, compte tenu de l'exil de l'archevêque Luigi Fransoni, a lieu dans la villa de l'évêque de Saluzzo à Villanovetta (une frazione de Verzuolo) et présidé par l'évêque Giovanni Antonio Gianotti. Ils traitent des problèmes de griefs sur l'enseignement religieux et des écoles catholiques, du registre paroissial, de la discipline ecclésiastique et de la bonne presse. Gianotti lui-même prend part au Concile Vatican I, où il est l'un des partisans les plus convaincus de l'infaillibilité pontificale.
Au XXe siècle, le diocèse voit les longs épiscopats de Giovanni Oberti et Egidio Luigi Lanzo, qui dirigent le diocèse de 1901 à 1973, dans une période de profonds changements sociaux et culturels et de défis pastoraux et religieux. Pendant la Seconde Guerre mondiale, Mgr Lanzo intervient directement dans les moments délicats et difficiles pour la libération d'otages et de prisonniers, offrant sa propre vie en retour.
Depuis le 1er septembre 2011, l'ancien palais épiscopal dont la forme actuelle remonte aux travaux de réaménagement des bâtiments préexistants de l'évêque Carlo Giuseppe Morozzo (1698-1729), abrite le musée diocésain d'art sacré, réparti en cinq salles. Le même bâtiment abrite également la bibliothèque diocésaine, créée par un décret épiscopal du 18 septembre 2012. La bibliothèque abrite les fonds de la bibliothèque appartenant au séminaire diocésain, aux jésuites de Salucces, qui en ont fait don au diocèse lorsque la compagnie a été supprimée, et à d'autres organismes et institutions diocésaines.
Dans la nouvelle curie épiscopale, créée dans les années quatre-vingt, se trouvent les archives historiques du diocèse, qui se composent des fonds d'archives du diocèse, du chapitre de la cathédrale, du séminaire épiscopal, de la confrérie Gonfalone, et comprend un important fonds de parchemins datant de 1320 à 1515.